# 2007-es Amstel Gold Race
A 2007-es Amstel Gold Race volt a 42. holland kerékpárverseny. Április 20-án került megrendezésre, össztávja 253 kilométer volt. Végső győztes a német Stefan Schumacher lett.

## Végeredmény
|    | Versenyző          | Csapat                | Idő           | UCI ProTour Pont |
| -- | ------------------ | --------------------- | ------------- | ---------------- |
| 1  | Stefan Schumacher  | Gerolsteiner          | 6 óra 11' 49" | 40               |
| 2  | Davide Rebellin    | Gerolsteiner          | + 21"         | 30               |
| 3  | Danilo Di Luca     | Liquigas              | + 22"         | 25               |
| 4  | Matthias Kessler   | Astana                | + 23"         | 20               |
| 5  | Michael Boogerd    | Rabobank              | + 24"         | 15               |
| 6  | Paolo Bettini      | Quick Step-Innergetic | + 27"         | 11               |
| 7  | Alejandro Valverde | Caisse d'Epargne      | + 27"         | 7                |
| 8  | Óscar Freire       | Rabobank              | + 1' 07"      | 5                |
| 9  | Riccardo Riccò     | Saunier Duval-Prodir  | + 1' 07"      | 3                |
| 10 | Fränk Schleck      | Team CSC              | + 1' 07"      | 1                |